# Polonia en los Juegos Olímpicos de París 2024
Polonia estuvo representada en los Juegos Olímpicos de París 2024 por un total de 213 deportistas que compitieron en 23 deportes. Responsable del equipo olímpico es el Comité Olímpico Polaco, así como las federaciones deportivas nacionales de cada deporte con participación.
Los portadores de la bandera en la ceremonia de apertura fueron el jugador de baloncesto Przemysław Zamojski y la atleta Anita Włodarczyk.

## Medallistas
El equipo olímpico de Polonia obtuvo las siguientes medallas:
| Nombre                                                                              | Deporte               | Competición          |
| ----------------------------------------------------------------------------------- | --------------------- | -------------------- |
| Oro                                                                                 |                       |                      |
| Aleksandra Mirosław                                                                 | Escalada              | Velocidad F          |
| Plata                                                                               |                       |                      |
| Julia Szeremeta                                                                     | Boxeo                 | 57 kg F              |
| Daria Pikulik                                                                       | Ciclismo en pista     | Ómnium F             |
| Klaudia Zwolińska                                                                   | Piragüismo en eslalon | K1 F                 |
| Equipo                                                                              | Voleibol              | Torneo M             |
| Bronce                                                                              |                       |                      |
| Natalia Kaczmarek                                                                   | Atletismo             | 400 m F              |
| Aleksandra Kałucka                                                                  | Escalada              | Velocidad F          |
| Aleksandra Jarecka Renata Knapik-Miazga Martyna Swatowska-Wenglarczyk Alicja Klasik | Esgrima               | Espada por equipos F |
| Fabian Barański Mateusz Biskup Dominik Czaja Mirosław Ziętarski                     | Remo                  | Cuatro scull (M4X) M |
| Iga Świątek                                                                         | Tenis                 | Individual F         |